# Chronometraż
Chronometraż jest jedną z metod ustalania czasu potrzebnego na wykonanie pracy w określonych warunkach techniczno-organizacyjnych na podstawie określonej liczby pomiarów czasu. Na podstawie pomiarów czasów metodą chronometrażu określane są normatywy czasów planowanych na wykonanie danego zadania. Całość badania związanego z pomiarem czasu dzielimy na trzy etapy:
1. Etap przygotowawczy
2. Etap właściwej obserwacji i pomiaru czasu
3. Opracowanie wyników